# Lilith Clay
Lilith Clay è un personaggio dei fumetti DC Comics, creato da Robert Kanigher e apparso per la prima volta sulle pagine di Teen Titans vol. 1 n. 25 (febbraio 1970).
È la migliore amica di Donna Troy (la prima Wonder Girl) e il secondo eroe ad aderire ai teen titans dopo i suoi fondatori. Anche se la sua origine ed i suoi poteri hanno variato significativamente in tutta la sua storia - sebbene non in modo quasi coinvolto come Donna Troy - è costantemente considerata sia precognitiva che psichica.

## Biografia del personaggio

### Pre crisis
Lilith ha cominciato a manifestare strani poteri psichici all'età di 13 anni. Dopo aver letto la mente ai suoi genitori, scoprì di essere stata adottata e scappò di casa alla ricerca dei suoi genitori biologici. Finì poi per lavorare come ballerina nel locale Canary Cottage. Presto, Lilith si avvicinò ai Teen Titans e chiese di farne parte. Una volta entrata in squadra dopo la sua prima apparizione (Teen Titans vol. 1 n. 25), rimase con la squadra per il resto della sua storia originale (Teen Titans vol. 1 n. 43), e fece varie comparse come personaggio marginale sia con, sia senza la squadra in altri titoli DC: The Brave and The Bold n. 94 (in cui impedisce un bombardamento a Gotham City), Batman vol. 1 n. 241-242. Alla fine, lasciò la squadra e ricominciata una nuova vita sulla West Coast, avviò una nuova squadra di Titans (noto come Titans West). Prima della disgregazione dei titani originali e dei Titan West, Lilith ha rivelato di aver avuto una visione della sua compagna di squadra Donna Troy (Wonder Girl) mentre sposava un uomo dai capelli rossi, per poi essere brutalmente uccisa insieme al figlio. Donna in quel periodo stava frequentando Roy Harper e i due, temendo la profezia di Lilith, smisero di vedersi.
Lilith rientrò nella squadra dopo una riunione con i suoi compagni per il matrimonio di Donna Troy e Terry Long (la profezia di Lilith si rivelò essere riferita a lui). dicendo che qualcosa di terribile era accaduto a Gnarrk, che non era con lei al matrimonio. Presto ha cominciato ad essere attaccata da una misteriosa creatura alata chiamata Azrael, che ha cercato di farne la sua compagna. Tuttavia, dopo essere stata quasi uccisa dal suo compagno di squadra Changeling (che stava rappresentando Deathstroke in un'offerta per farlo assolvere in tribunale in modo da poterlo uccidere dopo) Lilith si dimise dai Titani. Durante la storia di "Terror of Trigon (New Teen Titans vol. 2 n. 1-6)", Lilith ha confessato alla squadra come era stata segretamente posseduta da Azrael e cercava di aiutare i Titani a seguire Raven, che era scomparsa. Durante questa avventura, la Lilith posseduta ha organizzato la fusione delle anime dei residenti di Azarath.
Lilith è rientrata nella squadra dopo questa avventura, a quando Azrael l'aveva posseduta, aveva iniziato a manifestare poteri pirici. Questo fu sufficiente per far sapere alla madre biologica di Lilith, Thia, la posizione della figlia. Thia rapì Lilith e rivelò la verità sul suo passato: Thia era scappata da Tartaro, la prigione dei Titani del Mito e aveva cominciato a vagare sulla Terra. seduceva e uccideva uomini ricchi e potenti per guadagnare la loro ricchezza e il loro potere, avendo con molti di loro altrettanti figli. Il padre di Lilith era il proprietario della Sun Publishing, società di pubblicazione, e nella notte di nozze, Thia l'aveva bruciato vivo dopo il concepimento di Lilith. Dopo aver preso in consegna la società di suo marito, Thia affidò lilith ad un'infermiera che la rapì.
I Titani, insieme alle Amazzoni, agli Dei Greci e agli altri Titani del Mito, liberarono Lilith e sconfissero Thia. Durante la battaglia, il fratello e marito di Thia, Hyperion sacrificò la sua vita per uccidere Thia. Dunque a Lilith fu offerto da zeus il titolo di semi-dea e un posto sull'Olimpo.

### Omen e rebirth
Il personaggio scomparve nuovamente fino al 1996, con il lancio di Teen Titans di Dan Jurgens. All'inizio della serie, Jurgens ideò un personaggio incappucciato chiamato Omen, che riunì nuovamente i titani. si credeva inizialmente che questo personaggio fosse Raven, Ma alla fine finì per rivelarsi essere Lilith.
Lilith compare più tardi in Titans Hunt n. 1. È stato rivelato che, insieme a Lilith, gli eroi erano i Titani originali. Il gruppo era caduto vittima del cattivo signor Twister, che li ha introdotti in un rituale occulto che ha minacciato il mondo. L'unico modo per fermare il rituale era quello di cancellare tutti i ricordi che il gruppo aveva della loro esistenza, eseguito da Lilith. Quando il signor Twister riaffiorò e ripristinò i loro ricordi, Lilith iniziò a tentare di riunire i Titani per fermare una volta per tutte il loro nemico. Lilith Clay prende il nome Omen nei fumetti DC Rebirth. Attualmente è nella squadra chiamata Titans, composta da ex membri dei Teen Titans che ora sono cresciuti come Nightwing, Donna Troy (wonder girl), Arsenal, Tempest e Wally West in qualità di Flash.